# CGRP-hämmare
CGRP-hämmare är en grupp läkemedel som fungerar som antagonister till den kalcitoningenrelaterade peptidreceptorn (CGRPR).
Flera monoklonala antikroppar som binder till CGRP-receptorn eller CGRP-peptiden har godkänts för att förebygga migrän.  CGRP-hämmare har också undersökts för behandling vid artros. 

## Nekrotiserande fasciit
En studie har funnit att botox är effektivt mot nekrotiserande fasciit orsakad av bakterien S. pyogenes hos möss. Bakteriens verkningsmekanism är att blockera CGRP-receptorn i nervceller, vilket utlöser intensiv smärta och aktiverar "CGRP-kaskaden". Kaskaden förhindrar att immunsystemet oskadligör bakterien. Botox blockerar CGRP-kaskaden i nervceller.

## Migränbehandling

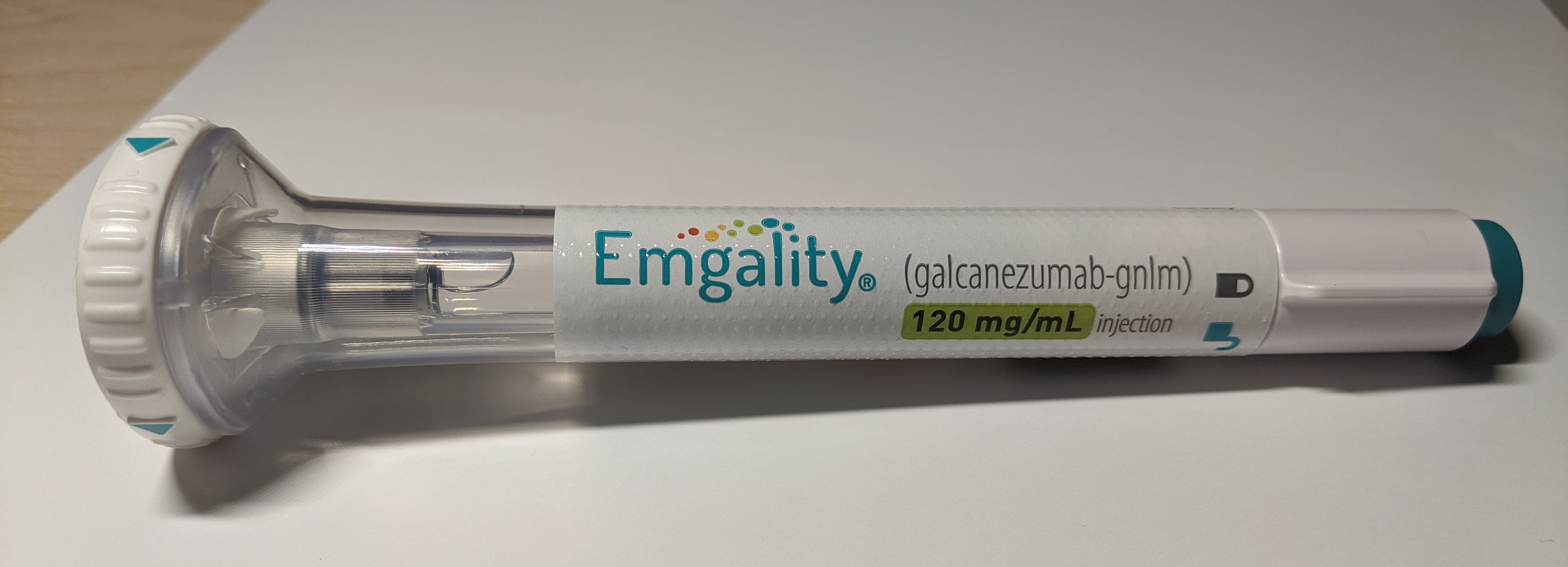
Förfylld injektionspenna med migränläkemedlet Emgality.

Tre injektionspreparat har godkänts i Europa för användning vid migrän. I Sverige är dessa tre förmånsberättigade förutsatt att personen testat minst två andra förebyggande läkemedel vid migrän samt att personen har det som kallas kronisk migrän (15 huvudvärksdagar per månad varav 8 av dessa ska vara av migräntyp).  Erenumab (Aimovig) godkändes 2018 i USA och i Europa för användning vid migrän. Det verkar genom att blockera CGRP-receptorn.  2018 godkändes även fremanezumab, handelsnamnet Ajovy, i USA för användning mot migrän. 2019 godkändes läkemedlet i Europa vid samma indikation. Fremanexumab binder till CGRP-liganden och stoppar denna från att binda in i CGRP-receptorn.  Den tredje godkända behandlingen, galcanezumab med handelsnamnet Emgality (se bild), godkändes 2018 i USA och 2019 i Europa. Det binder också till CGRP-liganden.
Vyepti (eptinezumab) lanserades 2020 för behandling av migrän via intravenös infusion.

## Anfallskupering
- Ubrogepant används som akut, inte förebyggande, behandling av migrän [11] [12]
- Rimegepant (Marknadsförs som Vydura i Sverige[13]) är godkänt både som anfallskupering och som förebyggande behandling av migrän [14] [15]

## Monoklonala antikroppar riktade mot CGRP-receptorn
- Erenumab (Marknadsförs som Aimovig injektionspenna i Sverige[16]) används som förebyggande behandling vid migrän. [17]

## Monoklonala antikroppar riktade mot CGRP-molekylen
- Eptinezumab (Vyepti, administreras genom infusion[18]) används som förebyggande behandling av migrän.[19]
- Fremanezumab (Ajovy injektionspenna eller förfylld spruta[20]) används som förebyggande behandling av migrän i form av en injektion som administreras subkutant var fjärde vecka, alternativt 3 injektioner var tolfte vecka.[21] [22]
- Galcanezumab (Emgality injektionspenna[23]) används som förebyggande behandling av både migrän och klusterhuvudvärk.[24]

## Metabolisk hälsa
Möss som fick en CGRP-hämmare förbättrade insulinutsöndringen och minskade kronisk inflammation, vilket förbättrade djurens metaboliska hälsa. 